# اصل چهارم قانون اساسی ایالات متحده آمریکا
اصل چهارم قانون اساسی ایالات متحده روابط بین ایالت‌های مختلف و همچنین روابط بین هر ایالت و دولت فدرال ایالات متحده را تشریح می‌کند. همچنین به کنگره این اختیار را می‌دهد که ایالت‌های جدید را بپذیرد و قلمروها و دیگر سرزمین‌های فدرال را اداره کند.
بخش اعتبار و رسمیت کامل، ایالت‌ها را ملزم می‌کند که «اعتبار و رسمیت» را به اعمال عمومی، سوابق و دادرسی دادگاه‌های دیگر ایالت‌ها بسط دهند. دیوان عالی اعلام کرده است که این بند، ایالت‌ها را از بازگشایی پرونده‌هایی که به‌طور قطعی توسط دادگاه‌های یک ایالت دیگر تصمیم‌گیری شده است، بازمی‌دارد. بند امتیازات و مصونیت‌ها مستلزم حمایت بین ایالتی از «امتیازات و مصونیت ها» است که هر ایالت را از رفتار تبعیض آمیز با شهروندان دیگر کشورها بازمی‌دارد. بند استرداد مستلزم آن است که فراریان دادگستری به درخواست مقام اجرایی کشوری که از آن فرار می‌کنند استرداد شوند. از سال ۱۹۸۷ پرونده پورتوریکو در برابر برانستاد، دادگاه‌های فدرال نیز ممکن است از بند استرداد برای الزام استرداد فراریان استفاده کنند. بند برده فراری مستلزم بازگشت بردگان فراری است. این بند لغو نشده است، اما توسط متمم سیزدهم که برده داری را لغو کرد، به جز در سیستم زندان، مورد بحث قرار گرفت.

## بخش نخست: اعتبار و رسمیت کامل
قوانین عمومی سوابق و تصمیمات قضایی یک ایالت در سایر ایالت‌ها اعتبار و رسمیت کامل خواهد داشت کنگره می‌تواند از طریق قوانین کلی شیوه احراز اصالت این قوانین سوابق و تصمیمات مزبور و اثر آن را معین نماید.

## بخش دوم: حقوق شهروندان ایالت؛ حقوق استرداد
1. امتیازات و مصونیت‌ها: شهروندان هر ایالت از همه امتیازات و مصونیت‌های شهروندان دیگر ایالت‌ها برخوردارند.
2. استرداد فراریان: هرگاه شخصی در هر ایالتی متهم به ارتکاب خیانت جنایت، یا جرایم دیگر گردد و از چنگال عدالت بگریزد و در ایالتی دیگر یافت شود با تقاضای مقامات اجرایی ایالتی که وی از آن جا گریخته است به ایشان تحویل و به ایالتی منتقل می‌شود که صلاحیت قضایی رسیدگی به جرم او را دارد.
3. بند برده فراری: هرگاه شخصی که در یک ایالت طبق قوانین آن موظف به انجام خدمت یا کاری شده به ایالت دیگری فرار کند به موجب هیچ‌یک از قوانین یا مقررات آنجا از انجام خدمت یا کار مزبور بری الذمه نخواهد شد و باید به درخواست طرفی که خدمت یا کار می‌بایستی برای وی انجام می‌شد تحویل داده شود.[۲][۱]

## بخش سوم: ایالت‌های جدید و دارایی فدرال
1. پذیرش ایالت‌های جدید: ایالت‌های جدید می‌توانند با اذن کنگره به عضویت اتحادیه در آیند؛ اما هیچ ایالت جدیدی را نمی‌توان در قلمرو ایالتی دیگر تشکیل یا تأسیس نمود؛ و نیز بدون موافقت مجلس قانون گذاری ایالت‌های مربوطه و کنگره هیچ ایالتی از الحاق دو یا چند ایالت یا بخشهایی از ایالت‌ها تشکیل نخواهد شد.[۳]
2. بند مالکیت: کنگره اختیار تنظیم یا تدوین کلیه قوانین و مقررات مربوط به سرزمین‌ها یا سایر املاک متعلق به ایالات متحده را دارد؛ و هیچ‌یک از اصول این قانون اساسی نباید به نحوی تفسیر شود که ناقض حقوق ایالتها یا ایالتی خاص باشد.[۱][۴]

## بخش چهارم: تعهدات ایالات متحده
دولت جمهوری‌خواه و حفاظت از تهاجم و خشونت: ایالات متحده برای هر یک از ایالت‌های اتحادیه شکل حکومت جمهوری را تضمین و در برابر حمله به هر یک از آنها حمایت خواهد نمود؛ و در صورت درخواست مجلس قانون گذاری ایالتی، یا قوه مجریه در زمانی که نتوان مجلس مزبور را تشکیل داد) در مقابل آشوب داخلی به آنها کمک خواهد کرد.